# ハンブルク＝アルトナ
アルトナ（独: Altona）又はハンブルク゠アルトナ（独: Hamburg-Altona）は、ハンブルクの西部に位置する歴史的な都市であり、現在はアルトナ区（独: Bezirk Altona）としてハンブルク市の一部を成している。古くはホルシュタインに属した。小惑星アルトナは、この都市にちなんで命名された。

## 行政
現在のアルトナ区は、以下の14地域に分けられている。
1. アルトナ旧市街（ドイツ語版） Altona-Altstadt
2. アルトナ北（ドイツ語版） Altona-Nord
3. バーレンフェルト（ドイツ語版） Bahrenfeld
4. ブランケネーゼ（ドイツ語版） Blankenese
5. グロース・フロットベク（ドイツ語版） Groß Flottbek
6. イザーブローク（ドイツ語版） Iserbrook
7. ルールプ（ドイツ語版） Lurup
8. ニーンシュテーテン（ドイツ語版） Nienstedten — クライン・フロットベク（ドイツ語版）の一部を含む。
9. オースドルフ（ドイツ語版） Osdorf
10. オートマルシェン（ドイツ語版） Othmarschen — クライン・フロットベクの一部を含む。
11. オッテンゼン（ドイツ語版） Ottensen
12. リッセン（ドイツ語版） Rissen
13. シュテルンシャンツェ（ドイツ語版） Sternschanze
14. ジュルドルフ（ドイツ語版） Sülldorf

## 交通
ドイツ鉄道のハンブルク゠アルトナ駅が区内東部のアルトナ旧市街地域に在る。
隣接するハンブルク゠ミッテ区のハンブルク中央駅とは距離が近いということもあり、ハンブルク市外の都市へ向かう際、アルトナ駅発であっても中央駅発との料金は同じである。
- 電車 — Sバーン
  - 通過車線 — S1 S11 S2 S21 S3 S31
- 中距離列車 — レギオナールバーン
- 長距離列車 — ICE IC

- 国道（ブンデスシュトラーセ） — 4 431
- 高速道路（アウトバーン） — 7

## 人物

### 出身者
- グルリット家
  - コルネリウス・グルリット
- シュトルーヴェ家
- ヴァールブルク家（ワールブルク家）

- カール・ライネッケ
- カルロス・シュヴァーベ
- アクセル・シュプリンガー

### 関連する人物
- ホルスト・ゴールスキー
- マックス・フォン・ペッテンコーファー
- ヨハン・フリードリヒ・ストルーエンセ
- フェルディナント・ティエリオ